# 森本深月
森本 深月（もりもと みづき、2001年6月15日 - ）は、テレビ山口（tys）のアナウンサー。

## 来歴
兵庫県出身。東洋大学附属姫路高等学校を経て、同志社大学文学部英文学科を卒業した。学生時代は13年間剣道に打ち込み、段位は3段を取得した。高校時代には近畿選抜大会で団体ベスト8に進出し、大学時代は同志社大学体育会剣道部に所属した 
2024年4月、テレビ山口に入社。同年6月16日にニュースデビューを果たして以降、報道番組や地域密着型の情報番組に出演している。

## 人物
- 趣味は食べること、ゲーム、アニメ。
- 特技は剣道（3段取得）、大食い、ポケモンのモノマネ。
- モットーは「いつも元気モリモリ！ごはんもモリモリ！」[3]。

## 現在の出演番組
- mix - リポーター、2025年6月よりスポーツキャスター。
- tysニュース（主に木曜日昼を担当）
- ちぐまや家族plus（2025年6月、8月マンスリーレギュラー）